# Anfibio (calzatura)

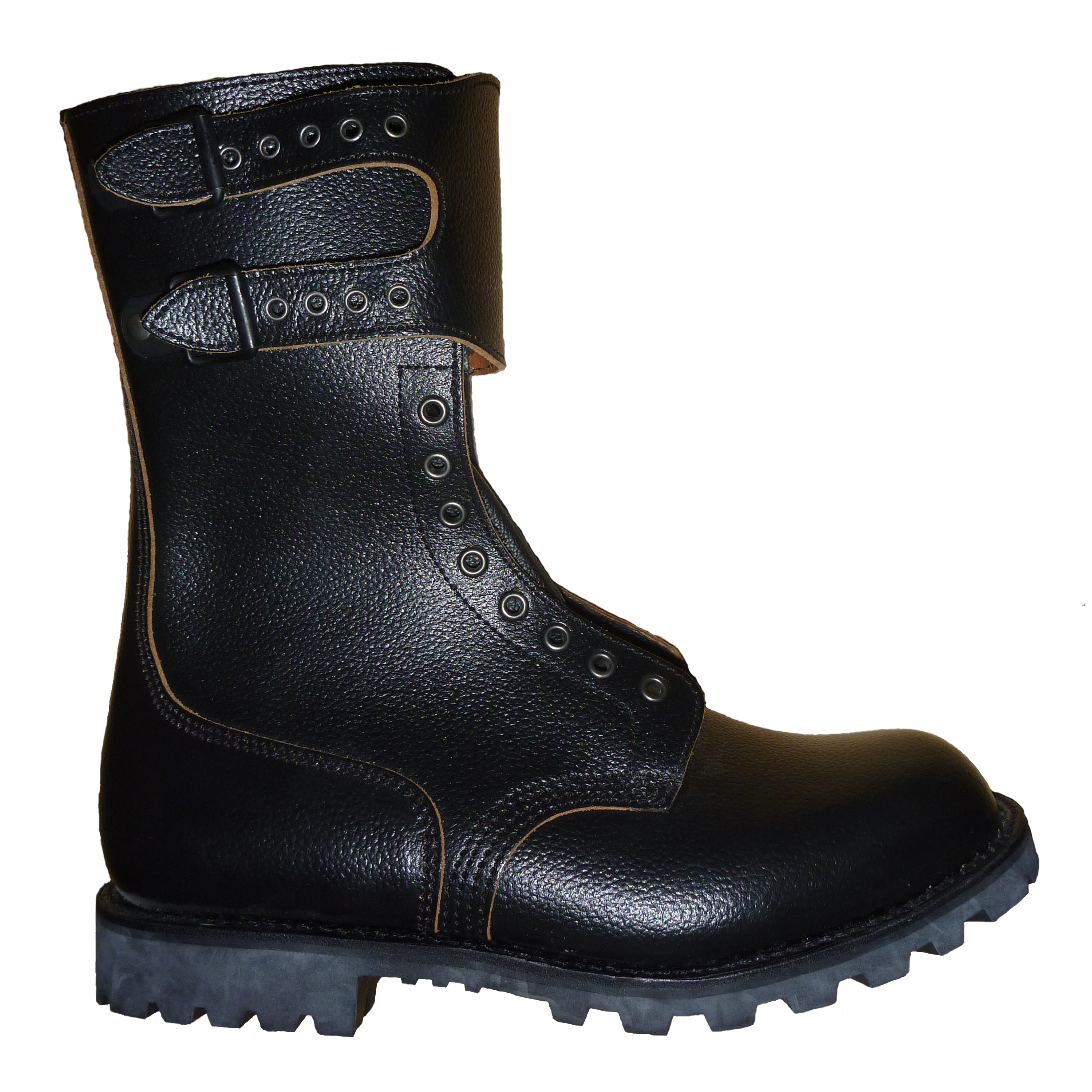
Anfibio regolamentare dell'esercito francese

L'anfibio è un tipo di calzatura, più precisamente un tipo di stivale dotato di stringhe similmente allo scarpone, di uso prevalentemente militare.

## Caratteristiche

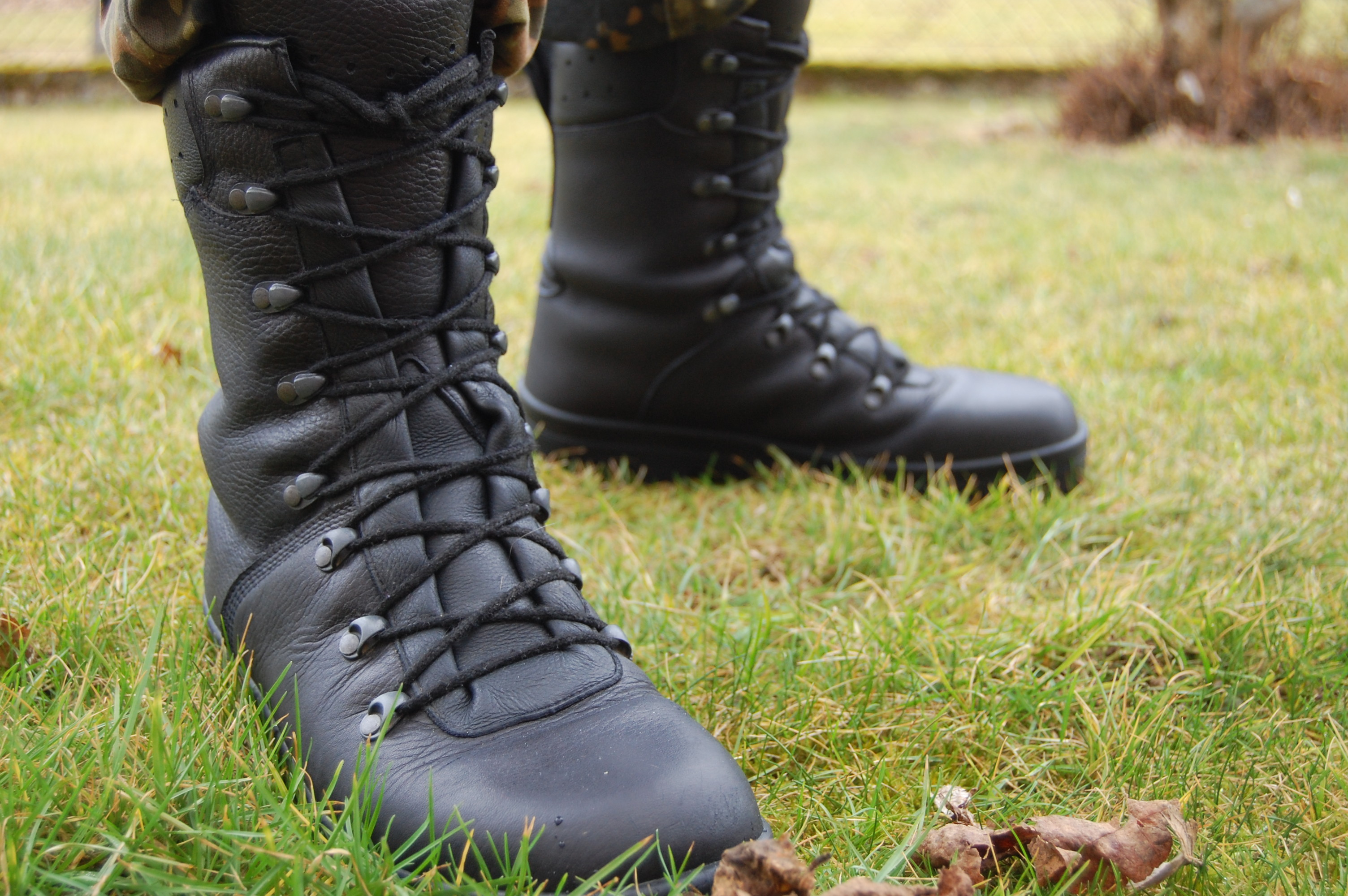
Anfibio DMS modello 2007

L'anfibio è caratterizzato dalla suola a carrarmato, dal materiale stagno (di solito cuoio, a volte con rinforzi in acciaio) e dal colore scuro (solitamente nero o marrone). Rispetto ad altri tipi di stivale, solitamente chiusi, l'anfibio si presenta aperto sul davanti e chiuso da lacci.

## Origine del nome
Il nome deriva dall'utilizzo che questo speciale tipo di calzatura consente. Infatti, essendo impermeabile, rende agevole la camminata in tipologie di terreno umide, o nell'acqua, senza che il piede si bagni.

## Storia

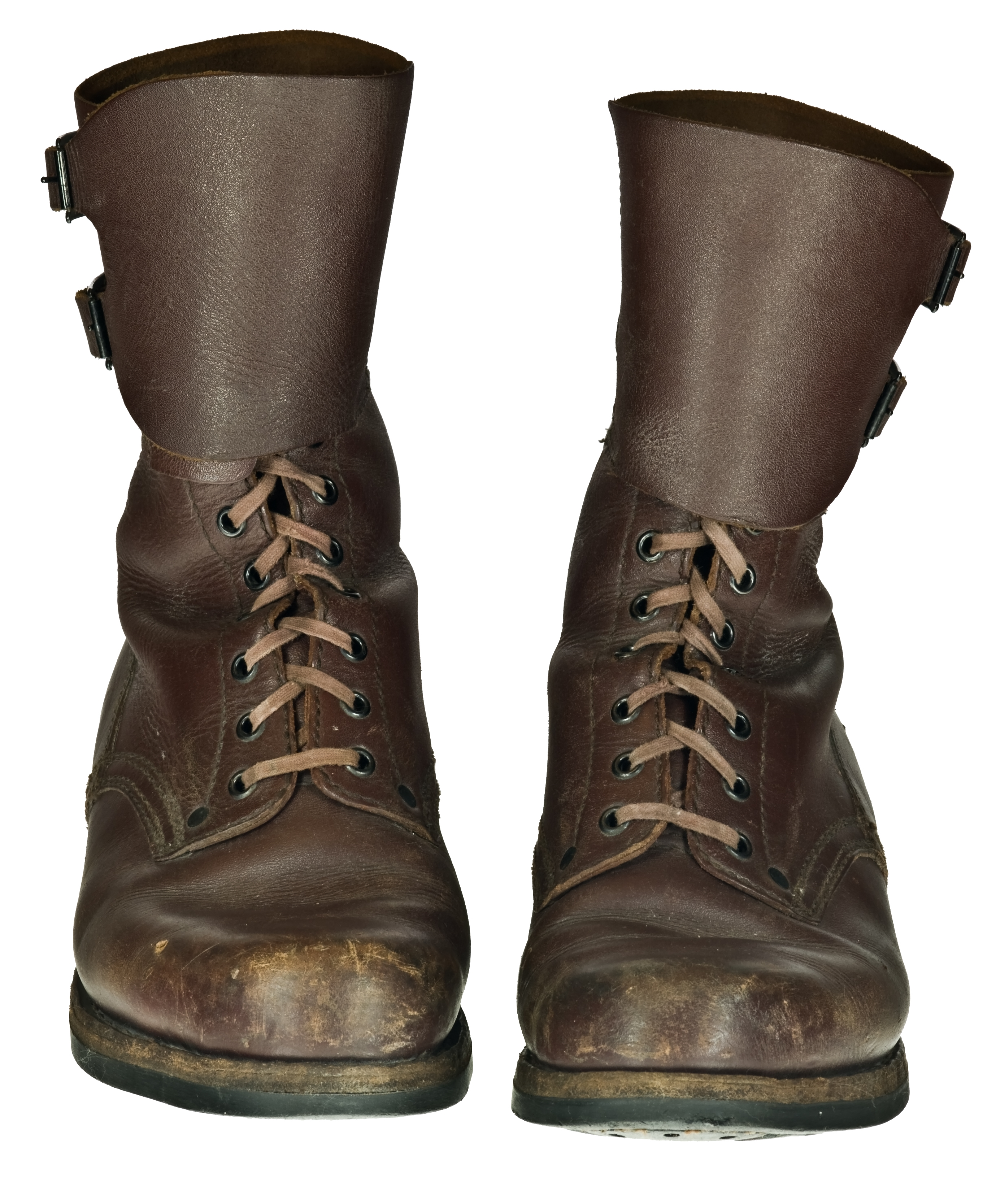
Anfibio dell'esercito polacco degli anni novanta

## Utilizzo
L'anfibio è un tipo di calzatura tipicamente utilizzato in ambito militare e dalla polizia.

### Esercito
Nell'esercito gli anfibi sono una parte indispensabile dell'equipaggiamento del soldato, perché permettono una corretta camminata in ogni tipo di terreno, senza sottoporre i militari al rischio di danni ai piedi. Gli anfibi costruiti appositamente per questo tipo di lavori, infatti, presentano una suola a carrarmato, che permette di muoversi agevolmente in terreni difficili, dei cuscinetti traspiranti che consentono al piede di stare comodo e di non sudare, ed un tessuto che la maggior parte delle volte presenta rinforzi, per far sì che non si danneggino o strappino.

### Polizia

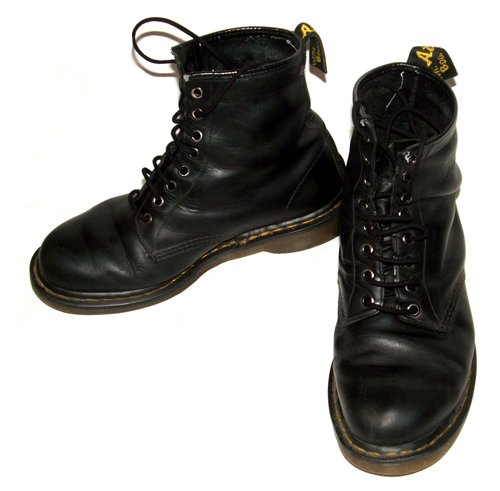
Anfibio Dr. Martens modello 1460, in uso presso la polizia britannica negli anni sessanta e settanta

La polizia usa una tipologia di anfibio che può arrivare, a differenza degli anfibi militari, fino al ginocchio. Essi presentano meno spessore, ma conservano la tipica suola a carrarmato. Invece, nell'unità stradale, gli anfibi sono diversi. Infatti sono molto più sottili, la suola non è più a carrarmato, ma agevola un corretto appoggio sulla moto, e arrivano spesso oltre al ginocchio.

### Moda
L'anfibio militare o prodotto da alcune ditte, in particolare Dr. Martens, è divenuto, a partire dagli anni sessanta, parte dell'abbigliamento di alcune sottoculture giovanili, in particolare mod, skinhead e punk.
In seguito l'anfibio militare ha raggiunto lo status di articolo di moda, apparendo nelle sfilate e quindi esposto nei negozi di scarpe e venendo utilizzato da diverse celebrità e topmodel.